# Samir Machado de Machado
Samir Machado de Machado (Porto Alegre, 1981) es un escritor, traductor, editor y diseñador gráfico brasileño. Entre las temáticas recurrentes en su obra están la exploración de perspectivas LGBT en medio de narrativas históricas de género, como ocurre en sus novelas Homens elegantes (2016) y O Crime do Bom Nazista (2023).

## Trayectoria
Machado se graduó en Publicidad en la Pontificia Universidad Católica de Rio Grande do Sul en 2003, y estudió Creación Literaria en la misma institución.
En 2007 fue uno de los fundadores de Não Editora, a través de la cual publicó las novelas O profesor de botánica (2008) y Quatro soldados (2013). Organizó las colecciones literarias Pulp Fiction entre 2008 y 2012.
En 2016 publicó la novela Homens elegantes a través de la editorial Rocco, y en 2018 publicó Tupinilândia a de la mano de la editorial Todavia.
Ganó el Premio de Literatura Açorianos en la categoría Portada en 2009, 2013 y 2014, y en la categoría Narrativa Larga en 2017, con Homens elegantes, novela que cuenta la historia de Érico Borges, un aventurero homosexual que habita en el siglo XVIII y que es enviado desde el Brasil colonial a Londres para investigar el misterio detrás del contrabando de un libro LGBT erótico. La obra fue elogiada por la crítica, incluyendo al escritor Raphael Montes, quien afirmó:

Además de los diálogos humorísticos y los personajes complejos, el mayor mérito de Samir reside en su crítica social: a medida que avanzamos las páginas, comenzamos a darnos cuenta de que la sociedad brasileña colonial presentada en el libro, lamentablemente, no es tan diferente de nuestra sociedad brasileña contemporánea.

En 2023 publicó O Crime do Bom Nazista, una novela de género policiaco que sigue la investigación alrededor del asesinato durante la década de 1930 de un hombre judío homosexual en un dirigible en el que viajaban varios alemanes simpatizantes del nazismo. La novela ganó al año siguiente el Premio Jabuti de Literatura en la categoría mejor novela de entretenimiento.

## Obras

### Novelas
- 2008 - O professor de botânica
- 2013 - Quatro soldados
- 2016 - Homens elegantes
- 2018 - Tupinilândia
- 2019 - Piratas à Vista
- 2020 - Corpos Secos (con Luisa Geisler, Marcelo Ferroni y Natalia Borges Polesso)
- 2021 - Homens cordiais
- 2023 - O Crime do Bom Nazista